# Estimada funcionària
 Estimada funcionària  (original: Government Girl) és una pel·lícula estatunidenca dirigida per Dudley Nichols, estrenada el 1943 i doblada al català.

## Argument
Un executiu comença a treballar per al govern, en la construcció de bombarders, durant la Segona Guerra Mundial. La seva secretària serà essencial per superar els problemes burocràtics a què ell no està acostumat.

## Repartiment
- Olivia de Havilland: Elizabeth 'Smokey' Allard
- Sonny Tufts: Ed Browne
- Anne Shirley: May Harness Blake
- Jess Barker: Dana McGuire
- James Dunn: Sergent Joe Blake
- Paul Stewart: Branch Owens
- Agnes Moorehead: Adele - Sra. Delancey Wright
- Harry Davenport: Senador MacVickers
- Una O'Connor: Mrs. Harris
- Sig Ruman: Ambaixador